# Born Again (demo Grave Digger)
Born Again – drugie, wydane w 1983 roku, demo heavymetalowej grupy Grave Digger.

## Lista utworów
1. „Live to Die”
2. „Legion of the Lost”
3. „House of Horror (Early Version)”
4. „Heavy Metal Breakdown”
5. „Back from the War”
6. „We Wanna Rock You”

## Twórcy
- Chris Boltendahl – śpiew
- Peter Masson – gitara
- Willi Lackmann – gitara basowa
- Albert Eckardt – perkusja